# Amnuai Nueaoon
Amnuai Nueaoon (thailändisch อำนวย เนื้ออ่อน; * 6. Mai 1997 in Phang-nga) ist ein thailändischer Fußballspieler.

## Karriere
Amnuai Nueaoon  spielte bis Mitte 2022 für Customs United FC, Krabi FC, Phatthalung FC und den Ranong United FC. Im Sommer 2022 unterschrieb er in Surat Thani einen Vertrag beim Drittligaaufsteiger Mueang Kon D United FC. Mit dem Verein spielte er 19-mal in der Southern Region der dritten Liga. Nach einer Spielzeit wechselte er zu dem ebenfalls in der Southern Region spielenden Wiang Sa Surat Thani City FC. Nach 26 Ligaspielen nahm ihn im Dezember 2023 der Ligakonkurrent Songkhla FC unter Vertrag. Am Ende der Saison 2024/25 feierte er mit dem Verein aus Songkhla die Meisterschaft der Region. Am 19. April 2025 stand er mit Songkhla im Finale des Thai League 3 Cups. Hier verlor man im BG Stadium gegen den Thonburi United FC mit 5:4 im Elfmeterschießen. In den Aufstiegsspielen zur zweiten Liga konnte man sich durchsetzen und stieg in die zweite Liga auf. Sein Zweitligadebüt gab Nueaoon am 17. August 2025 (1. Spieltag) im Heimspiel gegen den Sisaket United FC. Bei dem 1:0-Erfolg stand er in der Startelf und spielte die kompletten 90 Minuten.

## Erfolge
Songkhla FC
- Thai League 3 – South: 2024/25
- Thai League 3 Cup-Finalist: 2024/25